# Europæisk nationalisme
Europæisk nationalisme eller paneuropæisk nationalisme er betegnelser, sidstnævnte tilsyneladende brugt første gang af Hannah Arendt i 1954, for den opfattelse at Europa i kraft af sin fælles kultur bør opfattes sig selv som én nation. Beslægtede begreber er paneuropæisk identitet - opfattelsen af at man er en del af en sådan kultur - og europæisk føderalisme, at man ønsker at landene slutter sig sammen i en politisk føderation.